# Bohém
A bohém (bohème) eredetileg francia kifejezés, jelentése a 15. századtól: „cigány”. Valószínűleg a Nyugat-Európában vándorló életformát folytató roma (cigány) népcsoportokra utalt, amelyekről helytelenül azt hitték, hogy Csehországból (latinul: Bohemia) származnak.
A bohém kifejezés aztán Henry Murger 1845-ben megjelent Scènes de la vie de bohème (magyarul Komor Gyula fordításában Bohémvilág címmel jelent meg 1913-ban az Athenaeum kiadásában) című műve alapján vált népszerűvé, amelyet Puccini Bohémélet című operájában is felhasznált.